# (33166) 1998 EV8
1998 EV8 (asteroide 33166) é um asteroide da cintura principal. Possui uma excentricidade de 0.15448240 e uma inclinação de 35.60805º.
Este asteroide foi descoberto no dia 5 de março de 1998 por Beijing Schmidt CCD Asteroid Program em Xinglong.